# Alberto Nisman
Natalio Alberto Nisman (Buenos Aires, 5 de diciembre de 1963 ‑ Buenos Aires, 18 de enero de 2015),
conocido como Alberto Nisman, fue un abogado penalista argentino que alcanzó notoriedad por su intervención como fiscal en las causas vinculadas al atentado a la AMIA (AMIA 1, AMIA 2, Causa por espionaje en la Ciudad de Buenos Aires) y como denunciante en la causa sobre Memorándum de entendimiento Argentina-Irán y amenazas de muerte contra él y sus hijas por parte del juez Claudio Bonadío, también vinculadas al atentado terrorista contra la AMIA.
En dichas causas Nisman imputó o acusó directamente al gobierno de Irán, a tres personas que se desempeñaron como presidentes de la Nación (Carlos Menem, Cristina Fernández de Kirchner y Mauricio Macri)
al juez de la causa AMIA (Claudio Bonadío), así como otros altos funcionarios del Estado, el Poder Judicial, los servicios secretos, organizaciones judías y funcionarios iraníes, algunos de los cuales resultaron condenados en el juicio AMIA 2.
El domingo 18 de enero de 2015 Nisman fue encontrado muerto con un disparo en la cabeza, en su departamento del edificio Torre Boulevard del complejo torres Le Parc, en el barrio porteño de Puerto Madero donde vivía.
El disparo fue realizado con una pistola de propiedad del especialista informático bajo su mando Diego Lagomarsino, quien declaró habérsela entregado en su departamento pocas horas antes de morir. Inmediatamente se inició una investigación para determinar la causa de la muerte,
en la cual se produjeron pericias que arrojan conclusiones contradictorias. En 2015 el Cuerpo Médico de la Corte Suprema informó que no encontró indicios que confirmaran la hipótesis del homicidio.
En 2017, Gendarmería Nacional realizó una nueva pericia sosteniendo que fue asesinado en el baño por dos hombres que previamente lo golpearon y drogaron.
En 2017 la justicia de investigación consideró que, prima facie, Lagomarsino tenía responsabilidad en la muerte de Nisman y decretó su procesamiento. En 2018, la Cámara Criminal y Correccional Federal, aún sin que se abriera a juicio el hecho, sostuvo que se trató de un asesinato,
y afirmó que el motivo del mismo fue la denuncia que hizo el 14 de enero de 2015 como titular de la Unidad Fiscal AMIA contra Cristina Fernández de Kirchner y funcionarios de su gobierno.
En 2019, aún antes de concluir la investigación y sin que se elevara la causa a juicio, la justicia afirmó haber probado ―también prima facie― que fue asesinado de un disparo en la cabeza.
Hacia febrero de 2025, a diez años de su muerte, la justicia aún no había cerrado la investigación ni había iniciado el juicio contra los procesados (Lagomarsino y tres custodios), para establecer la verdad.

## Biografía
Alberto Nisman fue criado en el seno de una familia judía.
Sus padres fueron Sara Garfunkel
e Isaac Adolfo Nisman (nacido en 1936), un empresario textil de clase media alta.
Estudió en la Universidad de Buenos Aires, rindió la mitad de las materias libres y egresó como abogado con un promedio de 8.
Comenzó a trabajar «meritorio» (trabajo gratuito sin relación de dependencia) en el Departamento Judicial de Morón. Una vez recibido inició su carrera judicial en esa jurisdicción.

### Vida privada
Estuvo casado con la jueza federal Sandra Arroyo Salgado ―que al momento de la muerte de Nisman se desempeñaba al frente del juzgado federal de San Isidro―, con quien tuvo dos hijas.
Cuando se divorció le dejó a su esposa la casa para sus hijos y se alquiló un departamento en el complejo Le Parc de Puerto Madero.

## Primeros años profesionales

### Crímenes de lesa humanidad en La Tablada
En 1989, Gerardo Larrambebere (entonces juez federal de Morón), lo designó como secretario a cargo de la investigación de las denuncias por desaparición forzada de Iván Ruiz y José Díaz, dos de las personas que actuaron ese año como atacantes en el Copamiento del cuartel de La Tablada. Nisman archivó la causa por falta de pruebas.
En 1997 la Comisión Interamericana de Derechos Humanos dictaminó que Ruiz y Díaz habían sido víctimas de delitos de lesa humanidad y que el Estado ―en la persona de Nisman, como secretario del juez Larrambebere―, había incumplido su deber de investigar y castigar a los responsables.
Veinte años después se reactivó la causa y el entonces juez federal de Morón dispuso el procesamiento y captura de militares sospechados de haber cometido los crímenes.

### Fiscal en el caso del atentado a la AMIA
En la década de 1990 fue nombrado fiscal federal y en 1997 fue designado para integrar el grupo de fiscales encargados de investigar el Atentado a la AMIA, sumándose a Eamon Mullen y José Barbaccia que venían investigando el crimen desde su comisión en 1994.
Paralelamente a su actividad como fiscal, se desempeñaba como docente en la Universidad de Buenos Aires y la Universidad de Belgrano.
En 2001 los fiscales Barbaccia, Mullen y Nisman cerraron la investigación sobre la «conexión local», acusando de haber participado en el atentado a varios policías bonaerenses y el mecánico Carlos Telleldín, que fueron enjuiciados en los que se conoció como el primer juicio por el atentado a la AMIA.
El tribunal ―entre cuyos miembros se encontraba el juez Gerardo Larrambebere con el que Nisman se inició―
anuló la investigación por serias irregularidades y delitos cometidos durante la misma, absolvió a los acusados y mandó a investigar por encubrimiento del atentado al juez que investigó la causa, Juan José Galeano, y a los fiscales Mullen y Barbaccia.

## Fiscal especial de la causa AMIA

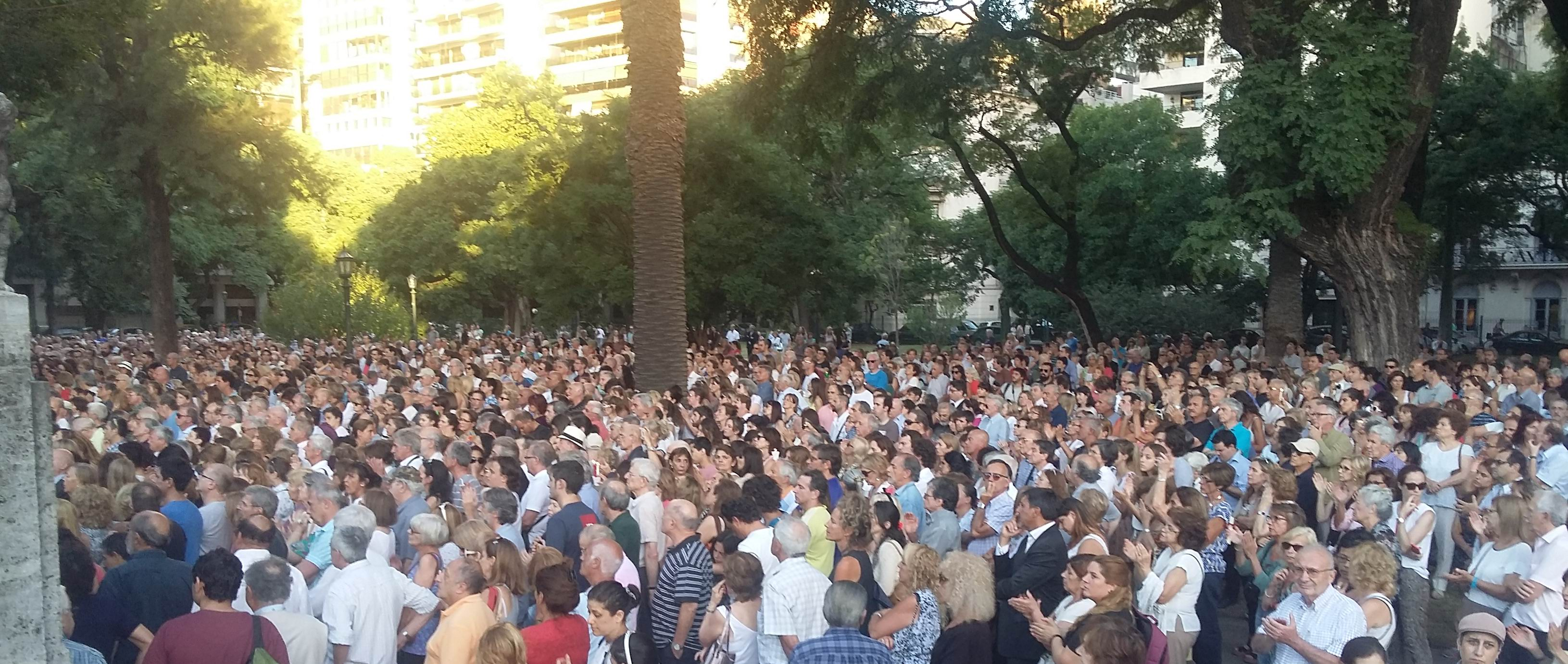
Marcha pidiendo por el esclarecimiento de la muerte de Nisman.

En 1997, los fiscales Eamon Mullen y José Barbaccia lo invitaron a incorporarse al equipo que investigaba la causa AMIA.
En 2004, Nisman fue designado al frente de la causa AMIA por el presidente Néstor Kirchner, a través de la creación de una unidad especial para la investigación de la misma, y el mismo presidente sumó al jefe de contraespionaje de la Side (Secretaría de Inteligencia del Estado), el agente especial Jaime Stiusso.
El presidente Kirchner firmó el acta de compromiso para el esclarecimiento de los atentados poniendo a disposición de Nisman los expedientes de los servicios de inteligencia:

Y llegamos a este tipo de situación que nos avergüenza, que es una vergüenza nacional; que lo explicó en forma meridiana el señor Canciller y que nosotros lo dijimos en el discurso de iniciación del año legislativo y hoy lo volvemos a reafirmar.
El señor fiscal, doctor Nisman, tiene todas las carpetas del Servicio de Inteligencia (SIDE) para hacer la investigación y llevarla a fondo; todas y además todas las atribuciones para que el Estado esté a disposición de él para que ―Dios quiera― pueda encontrar justicia definitivamente. Nuestro apoyo incondicional; apoyamos decididamente al éxito del doctor. Sufrimos lo que sufren los familiares más la vergüenza de tener un Estado que durante tanto tiempo no supo resolver o no quiso o encubrió. Porque no hay duda de que para llegar a tanto encubrimiento debió existir y esperemos que la justicia avance fuertemente en este tema.
Néstor Kirchner.

Nisman descartó la pista siria y su conexión local,
y avanzó hacia la pista iraní, que vinculaba la autoría del atentado con funcionarios de la República Islámica de Irán y la organización terrorista Hezbolá.
En 2008, Nisman pidió la detención del expresidente Carlos Saúl Menem y del exjuez Juan José Galeano por el presunto encubrimiento y falseamiento de pruebas, por haber construido una causa ficticia, con pruebas armadas y otras destruidas, para desviar la investigación y culpar exclusivamente a la policía local. Según los cables de la embajada estadounidense en Buenos Aires ―revelados por Wikileaks―, es posible que la decisión de Nisman de procesar al expresidente Menem fuera un intento de congraciarse con la presidenta Cristina Fernández de Kirchner.
Contó con el apoyo de la Secretaría de Inteligencia para tratar de esclarecer el hecho.
La investigación sobre el atentado quedó trunca debido a la falta de colaboración de Irán, que se negó a extraditar a los acusados. El Gobierno argentino intentó que se llevara adelante la declaración indagatoria mediante un memorándum de entendimiento con Irán. Nisman se opuso a esta vía porque lo consideraba un proceso extrajudicial que impediría el enjuiciamiento de los acusados bajo la ley argentina.
Sin embargo posteriormente saldrían a la luz documentos donde Nisman daba su apoyo al Memorándum, uno de ellos fechado el 27 de febrero de 2008:

En relación con la propuesta formulada por Teherán de mantener reuniones con su similar de Buenos Aires para discutir la futura cooperación en esta investigación, toda medida que implique una cooperación que tenga por objeto materializar y dar respuesta eficaz a los requerimientos formulados por la justicia argentina, esta Unidad Fiscal la recibe con beneplácito y la encuentra altamente constructiva.
Alberto Nisman

En abril de 2024, 30 años después del atentado, la Justicia argentina confirmó que el gobierno de Irán fue el autor intelectual del atentado y quien que ordenó que se ejecutara. La Cámara de Casación Penal dio por probado que Irán organizó la masacre y la calificó como un delito de lesa humanidad.
Los jueces de segunda instancia, Carlos Mahiques, Diego Barroetaveña y Ángela Ledesma, fallaron que el atentado respondió a un designio político y estratégico de Irán que fuera ejecutado por la organización terrorista Hezbolá.

### Amenazas contra sus hijas y espionaje
En 2010 denunció que era víctima de espionaje y amenazas contra él y sus hijas, debido a su accionar en la causa del atentado a la AMIA y con el fin de desplazarlo como fiscal de la misma. Nisman identificó en ese momento a los autores del espionaje y las amenazas, señalando al juez federal Claudio Bonadío, el expolicía y procesado en la causa AMIA Jorge Alberto "Fino" Palacios, al exministro Carlos Corach y a Maximiliano Corach, hijo del anterior y dirigente del PRO.
En su denuncia Nisman precisó que:

Se resalta la particular inquina de los dos primeros (Palacios y Bonadio) tendrían para con mi accionar como Fiscal en la investigación contra el atentado a la sede de la AMIA.
Alberto Nisman

## Denuncia sobre intento de levantar alertas rojas de Interpol sobre imputados iraníes

### Antecedente
En 2011, el periodista Pepe Eliaschev publicó un artículo en el diario Perfil en el que afirmaba que el gobierno argentino estaba negociando un pacto secreto con Irán para "olvidar" los atentados contra la embajada de Israel y la AMIA y cerrar las causas judiciales, con el fin de privilegiar las relaciones comerciales con ese país.
El 20 de abril de 2011, el canciller argentino Héctor Tímerman desmintió categóricamente al periodista y afirmó: «Es una noticia falsa. La comunidad judía argentina, el pueblo argentino y especialmente las víctimas del atentado a la AMIA saben que llevo el caso conmigo, donde vaya».

### Denuncia
El martes 13 de enero de 2015, Nisman denunció a la presidenta Cristina Fernández, el canciller Héctor Tímerman, el diputado Andrés Larroque, Luis D’Elía y Fernando Esteche, por abuso de autoridad y violación de los deberes de funcionario público, por haber formado parte de una supuesta "confabulación" "destinada a dotar de impunidad a los imputados de nacionalidad iraní imputados" en la causa AMIA.
Según Nisman, el Memorándum de Entendimiento suscripto entre Argentina e Irán era la «pieza central del plan de impunidad»,
que buscaba desviar la causa AMIA sembrando falsos culpables con el fin de exculpar a los iraníes, habiendo acordado que Interpol dejara sin efecto el pedido de captura internacional a cambio de destrabar las relaciones entre ambos países. La denuncia sostiene que el gobierno pretendía imputar a unos llamados «fachos locales», un grupo de exmilitares entre los que se encontraba el ex carapintada Jorge Pacífico, lo que haría también debilitar el caso Ciccone, ya que Pacífico era el primer denunciante contra Amado Boudou en la causa.
La denuncia se fundamentaba en escuchas realizadas a un dirigente comunitario argentino con lazos con el gobierno iraní, que conversa, entre otros, con D’Elía y Esteche.
El fiscal presentó la denuncia ante el juzgado federal que conduce Ariel Lijo, donde se investiga el desvío de la investigación del atentado contra la AMIA.
Nisman afirmaba que Cristina Fernández había dado órdenes a un agente de la SIDE de su confianza o a Andrés Larroque, y que ambos ponían esas órdenes en conocimiento de D’Elía o de Esteche. Y D’Elía las comunicaba al supuesto agente iraní Alejandro Yussuf Khalil, que llamaba por teléfono a Irán a Mohsen Rabbani (uno de los prófugos del atentado de 1994).
Según Nisman, los motivos de las órdenes tenían el objetivo de superar «la crisis energética argentina mediante un intercambio de petróleo iraní por granos argentinos» e «incluso venderle armas a Irán». Según Nisman, para concretar el memorándum se había incluido la condición de que se consiguiera eliminar las alertas rojas que había en la Interpol contra varios funcionarios de Irán.

La baja de las notificaciones rojas constituyó el interés central para las autoridades iraníes en este acuerdo y el canciller Tímerman aceptó y contribuyó a ello. Hizo todo lo posible para que ese objetivo fuera cumplido por Interpol, más allá de sus declaraciones públicas en sentido contrario, porque sostener la verdad además de confesar su participación en el plan delictivo, hubiese sido incompatible con los reclamos de justicia. La diligente y a la vez inesperada ―para los encubridores― actitud de Interpol, específicamente de su secretario general, Ronald Noble, lo impidió.
Alberto Nisman, pág. 107 de su denuncia

En la carilla [de la pág. 270, Nisman] cuenta una reunión de Tímerman con el secretario general de Interpol el 26 de noviembre de 2013 en la sede de la organización en Lyon y dice que el canciller argentino intentó convencerlo «para que cediera y dispusiera el cese de las notificaciones rojas», que avalan la decisión del gobierno argentino en mantener las alertas rojas. En el apartado de la página 83, cuando habla de los «motivos» del plan criminal, Nisman dice: «Tímerman no cumplió, no porque no haya querido sino porque Interpol se lo impidió».
Artículo periodístico en Infojus Noticias

El plan pergeñado por Cristina Fernández incluyó el cese de las notificaciones rojas de Interpol ―inesperadamente frustrado por el firme accionar del secretario general Ronald K. Noble― [...].
Alberto Nisman, pág. 270 de su denuncia

El viernes 16 de enero de 2015, Nisman aseguró que el lunes 19 de enero concurriría al Congreso, invitado por las diputadas Patricia Bullrich y Laura Alonso, con el fin de presentar y profundizar la denuncia contra los presuntos implicados.
El fiscal nunca llegó a presentar su denuncia porque falleció el día anterior de su presentación en el Congreso Nacional. Ya en enero de 2013 el Gobierno había intentado reavivar la pista siria y desmerecer la pista iraní.

### Desestimación y reapertura de la causa
Luego de la muerte de Nisman, el fiscal de Casación, Javier de Luca, desestimó el expediente y la causa penal nunca avanzó. En diciembre de 2015, después de las elecciones presidenciales y del cambio de gobierno, el fiscal ante la Cámara de Casación, Raúl Pleé, solicitó la reapertura de la causa de Nisman contra la expresidenta Kirchner.
El juez Rafecas fue desvinculado de la causa, que fue entregada al juez Claudio Bonadío (el juez a quien Nisman había denunciado en 2009 por supuestamente haber encubierto el atentado de la AMIA
y en 2010 por supuestamente haber amenazado de muerte a Nisman y a sus hijas).
En octubre del 2021, la Justicia sobreseyó a Cristina Kirchner en la causa de un supuesto encubrimiento del atentado a la AMIA, y desvinculó al resto de los imputados.

### Críticas a la denuncia
El 27 de febrero de 2013, el Congreso Nacional ratificó un Memorándum de entendimiento Argentina-Irán que había sido negociado y firmado por el gobierno argentino un mes antes, con el fin de establecer un procedimiento para que los ciudadanos iraníes imputados en la causa por el atentado a la AMIA pudieran prestar declaración indagatoria en Irán.
Según sostuvo Ronald Noble en el 2018, quien fuera ex secretario general de Interpol, el memorándum no implicaba el levantamiento de las alertas rojas y de hecho fue una insistencia de Tímerman que las mismas se mantuvieran.
Dos días después de la denuncia, el jueves 15 de enero de 2015, el ministro Tímerman desestimó la denuncia y la calificó de «ridícula». Presentó un correo electrónico que Ronald K. Noble ―quien hasta 2014 fue secretario general de Interpol―
le había enviado a Tímerman la semana anterior, en el que afirmaba de manera categórica que tanto el ministro como la presidenta y todo el gabinete argentino permanecieron «cien por ciento comprometidos a que las alertas rojas de Interpol siguieran vigentes, [...] con una actitud consistente e inflexible».

La semana pasada, Tímerman leyó un correo electrónico que le mandó Ronald K. Noble, donde quedó sentado, por escrito, que Argentina insistió una y otra vez para que el memorándum de entendimiento con Irán no afectara la vigencia de las notificaciones rojas de Interpol sobre ciudadanos iraníes sospechados de participar en el atentado a la mutual israelita de 1994. «Usted [por Tímerman] indicó que Interpol debía mantener las notificaciones rojas en vigor. Su posición y la del Gobierno argentino fueron consistentes y firmes».

Las palabras del funcionario quedaron respaldadas, también, por una entrevista que dio Ronald K. Noble el fin de semana al diario Página/12. «Lo que dice Nisman es falso. Ningún integrante del gobierno argentino trató nunca de que bajáramos los alertas rojos contra los funcionarios iraníes», dijo.
Artículo periodístico en Infojus Noticias

Acerca del encuentro del 26 de noviembre de 2013, en el que Nisman afirmó que Tímerman había intentado convencer a Ronald Noble para que cediera y levantara las alertas rojas, Noble dijo que Tímerman «reiteró que la posición del gobierno argentino es que las alertas rojas debían permanecer en efecto, sin cambios; debían seguir siendo válidas».

Lo que dice el fiscal Nisman es falso. Ningún integrante del gobierno argentino trató nunca de que bajáramos los alertas rojos contra los funcionarios iraníes. [...] En los últimos dos días me sorprendió totalmente escuchar semejantes afirmaciones falsas que se atribuyen a la denuncia del señor Nisman, a quien conozco. Al contrario, señor Nisman: el ministro de Relaciones Exteriores de Argentina, Héctor Tímerman, y cada uno de los funcionarios del Gobierno argentino con los que me encontré y hablé de esta cuestión, tuvieron siempre la misma posición: los alertas rojos de Interpol contra los ciudadanos iraníes debían mantenerse sí o sí.
Ronald K. Noble, secretario general de Interpol hasta 2014

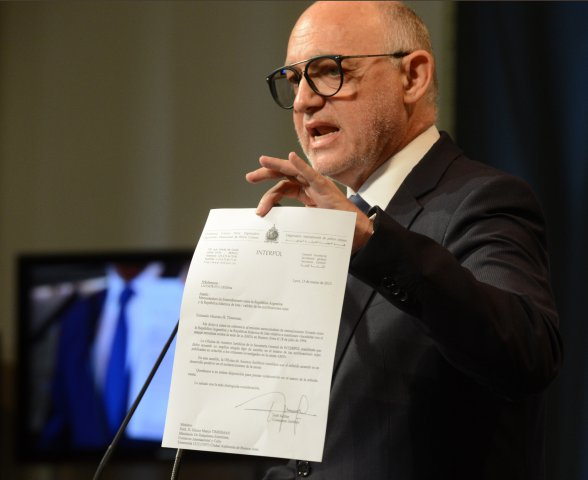
El jueves 15 de enero de 2015, el canciller argentino Héctor Tímerman mostró un correo electrónico enviado por el exdirector de Interpol Ronald K. Noble, y afirmó: «Lo que dice el fiscal Nisman es falso».

En diciembre de 2015 se dio a conocer la grabación de una conversación mantenida durante el año 2012 entre el canciller argentino y el dirigente de la AMIA, Guillermo Berger, en el cual el canciller presionaba al dirigente judío para que aceptara las negociaciones con Irán y no siguiera emitiendo comunicados cuestionando el memorándum.
En el mismo se escucha a Tímerman reconocer que fue Irán la responsable del atentado a la AMIA. Tímerman reconoció la culpabilidad de los iraníes en momentos en que estaba negociando el memorándum de entendimiento.

### Críticas de jueces
En declaraciones radiales hechas el jueves 15 de enero de 2015, el juez federal encargado de la causa AMIA, Rodolfo Canicoba Corral,
dijo que se había enterado por los medios de que había una denuncia, y agregó que no había avanzado porque el fiscal no se lo había comunicado.
Puso en duda la legalidad de los procedimientos llevados a cabo por el fiscal,
y evaluó si tendría que separarlo de la investigación de la causa AMIA, debido a que consideró que el fiscal «cometió excesos».
Advirtió además que en los últimos dos años el fiscal Nisman no le notificó que estuviera trabajando en la investigación de un presunto pacto de impunidad para que se dejara de seguir a los iraníes sospechados de participar del atentado y que el que firmaba casi todos los informes era el oficial de inteligencia Antonio Jaime Stiusso.
El domingo 18 de enero de 2015, Julio Maier, exprofesor de Derecho Procesal en la Facultad de Derecho de la Universidad de Buenos Aires, afirmó que Alberto Nisman debería ser juzgado por haber sobrepasado la competencia del Poder Judicial:

Desde mi punto de vista la denuncia del Sr. Nisman es un acto grave ―me animaría a decir, gravísimo― que amerita su juzgamiento como funcionario judicial. Para mí, si el Consejo de la Magistratura cumple una de sus funciones establecidas por ley, debería iniciar el estudio de esa conducta [de Nisman], para cuya investigación solo se requiere, sin más, la copia de la denuncia. [...] Sobrepasar la competencia del Poder Judicial de modo tan burdo ―ya que las relaciones exteriores están confiadas por la Constitución nacional al Poder Ejecutivo, en ocasiones en conjunto con el Poder Legislativo (la ratificación de los tratados), cualquiera que sea en esta materia la crítica sobre «buena» o «mala» decisión, según parámetros políticos― no es tarea que incumba al Poder Judicial de modo alguno. Pensar que una relación con otro país soberano, ratificada por ley [...], es un acto criminal, me conduce al asombro perturbador del que hablaba en un comienzo.
Julio Maier (profesor titular consulto de Derecho Penal en la Universidad de Buenos Aires)

## Fallecimiento y hallazgo del cuerpo

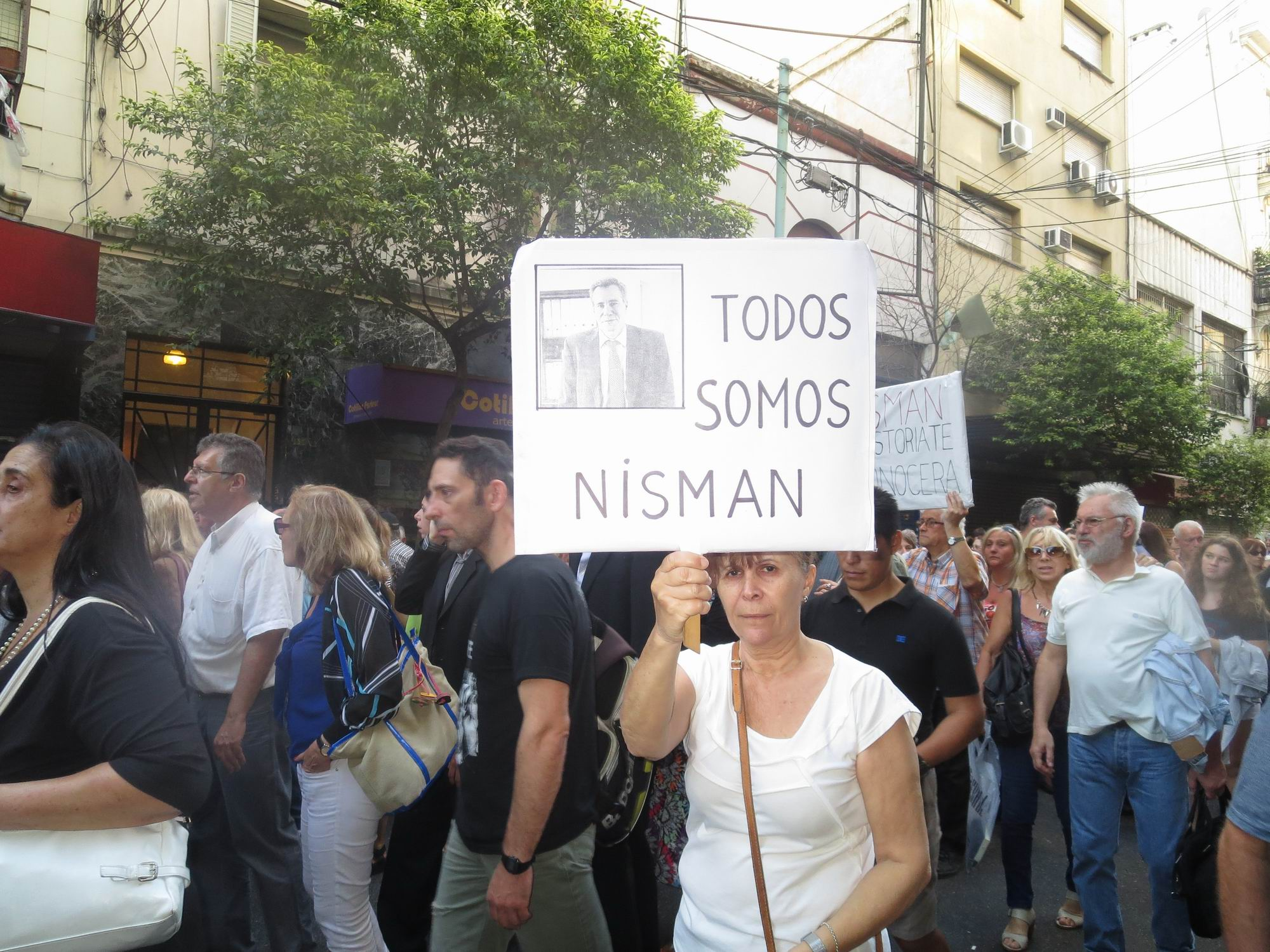
La figura del fiscal en las manifestaciones de la Argentina: «Todos somos Nisman», una frase repetida.

A lo largo del día sábado 17 de enero de 2015, Patricia Bullrich y Laura Alonso le hicieron unas 40 llamadas telefónicas.
A las 22:30 del domingo 18 de enero de 2015, la madre de Nisman fue alertada de que su hijo no respondía a los llamados y concurrió al departamento donde habitaba el fiscal, del edificio Torre Boulevard del complejo Torres Le Parc, en el barrio de Puerto Madero (Buenos Aires), cuya puerta de servicio se encontraba sin llave, destrabada, como confirmó repetidas veces el cerrajero que la abrió.
Después de intentar vanamente entrar, un cerrajero pudo abrir la puerta de servicio y en el baño se encontró el cuerpo sin vida del fiscal Alberto Nisman con un disparo en la cabeza, junto con una pistola Bersa calibre 22 y un casquillo de bala.
Al día siguiente, lunes, estaba previsto que expusiera sobre su denuncia ante la Comisión de Legislación Penal de la Cámara de Diputados de la Nación Argentina.
Pocos días después de la muerte del fiscal, el cerrajero que fue llamado para abrir la puerta declaró que esta no estaba cerrada con llave, sino: «La puerta de servicio estaba con la llave puesta (del lado de adentro) y tenía solo el pestillo... el pestillo se abre con un alambrecito, le pedí la llave a la madre, hice el movimiento, giró la manija y la abrí».
Al otro día de las declaraciones del cerrajero, la madre de Nisman aclaró que la puerta de servicio estaba cerrada, y que ella misma la había abierto anteriormente,
pero no "desde adentro", como indicaron desde algunos medios,
ya que no había ninguna llave puesta en dicha cerradura.
El hecho se dio a conocer a los medios en la madrugada del lunes. El secretario de Seguridad de la Nación, Sergio Berni, se hizo presente, así como la entonces diputada Patricia Bullrich
a fin de «supervisar la aplicación de los protocolos de preservación de la escena del crimen por parte de los servicios de policía científica de la Prefectura Naval Argentina y de la Policía Federal Argentina convocados por los funcionarios judiciales a cargo de la investigación».
Sus restos fueron sepultados en el Cementerio Israelita de La Tablada, a veinte metros de las tumbas de las víctimas del atentado a la AMIA, en el llamado sector de los "mártires".

## Investigación sobre su fallecimiento

### Investigación en el fuero ordinario
El hecho fue investigado inicialmente como «muerte dudosa» para determinar si fue un suicidio o un homicidio
y la fiscal de la causa Viviana Fein dijo: «No hay testigos, ni vecinos que hayan podido aportar datos sobre lo ocurrido».
El sábado 24 de enero de 2015, Fein informó que «el disparo fue a una distancia no mayor a un centímetro […] el arma fue apoyada sobre la sien […] alrededor del mediodía del día domingo […] no se infiere la participación de terceras personas».
En marzo de 2015 varios peritos contratados por Sandra Arroyo Salgado, jueza federal y ex-cónyuge del fiscal, estudiaron las pruebas y sostuvieron que el cadáver presentaba golpes que demostrarían que alguien lo atacó, que el cuerpo fue movido después de muerto, que el disparo provenía de atrás ―lo cual no se correspondería con un disparo suicida― y que Nisman agonizó porque no hubo espasmo cadavérico.
En septiembre de 2015 Fein dijo que hasta ese momento no podía saberse si se había tratado de un asesinato o un suicidio.
A mediados de diciembre de 2015 la jueza en lo penal Fabiana Palmaghini, que hasta entonces supervisaba la investigación, decidió asumirla personalmente, apartando a la fiscal Viviana Fein de esa función.

#### El arma encontrada
La pistola hallada no pertenecía al fiscal,
sino que estaba registrada a nombre de Diego Lagomarsino, un técnico en computadoras que estaba contratado en la fiscalía de Nisman, y que además compartía con éste una cuenta bancaria en Estados Unidos,
el cual dijo que el sábado por la tarde se la había prestado a pedido de Nisman, porque éste no confiaba en la custodia que tenía.
En nuevas pericias el arma que produjo la muerte dejaba rastros de pólvora en la mano de quien la hubiera disparado
y Arroyo Salgado aseguró que era "una prueba concluyente" y que "ese tipo de arma deja rastros en el 100% de los casos". Por su parte, la fiscal Fein afirmó que los peritos destacaron que los resultados "no se pueden aplicar al hecho traído a estudio porque no pueden recrear ellos la situación [...] no podemos decir con la pericia si se suicidó o lo mataron".

#### Situación de Lagomarsino
Apenas una semana después de la muerte de Nisman, la fiscal Fein imputó a Lagomarsino por la entrega del arma a Nisman y solicitó su declaración indagatoria. El pedido fue rechazado por la jueza Palmaghini por falta de pruebas.

#### El viaje que había hecho Nisman de regreso al país
Nisman estuvo de vacaciones con sus hijas en Europa hasta el 12 de enero de 2015, cuando regresó al país. A la semana de la muerte, tanto la presidenta Cristina Fernández en una carta en la red social Facebook, como el jefe de gabinete Jorge Capitanich y el secretario general de la presidencia Aníbal Fernández, estos últimos en declaraciones ante la prensa, dijeron que había que investigar «por qué volvió antes de Europa» (según Aníbal Fernández), «quién le ordenó volver al país [...] dejando inclusive a su pequeña hija sola en el aeropuerto de Barajas» (según la presidenta Fernández de Kirchner) y «por qué el fiscal Nisman interrumpió sus vacaciones» (según Jorge Capitanich).
La fiscal Fein informó que Nisman ya tenía la fecha de su regreso (para el lunes 12 de enero) desde el momento en que, desde Buenos Aires, el 31 de diciembre había sacado el pasaje de ida y vuelta a Europa.

#### Amenazas y custodia
Había recibido muchas amenazas anónimas contra su vida, tanto por correo electrónico como por teléfono. En algunas le decían «Judío hijo de puta te vamos a matar» o «vas a aparecer en una zanja reventado a balazos».
En ocasiones amenazaron a su familia también.
Por eso estaba rodeado permanentemente de diez custodios.
Otra de las amenazas decía:

Vamos a cumplir la promesa de matarte a vos y a tu familia, pero antes vamos a hacerte mierda pública y mediáticamente. Ya logramos que te apartaran de la negociación de la causa AMIA y también logramos que Argentina arregle con Irán sin tu participación.

Nisman había advertido que había sido amenazado por sus investigaciones.
La procuradora Alejandra Gils Carbó le había puesto más custodia debido esas amenazas pero, al momento de su muerte, ninguno de los custodios se encontraban en su lugar de trabajo.
En sus declaraciones a la Justicia, los policías que lo custodiaban presentaron declaraciones contradictorias y antagónicas.
A todos ellos se les abrió un sumario administrativo y dos de ellos fueron despedidos, sospechados de haber actuado con negligencia.

#### Pericias
Durante la investigación realizada durante la gestión de la fiscal Fein (primer año) se realizaron varios estudios y pericias: autopsia, pericia médica, hematológica, de rastros de la deflagración, informáticas, químicas, etc.

#### Autopsia
Pocas horas después de hallado el cuerpo sin vida de Alberto Nisman, el mismo fue trasladado a la Morgue Judicial, dependiente del Cuerpo Médico Forense de la Corte Suprema, donde se realizó la autopsia entre las 9 de la mañana y el mediodía.
El procedimiento fue seguido de cerca por el presidente del máximo tribunal, Ricardo Lorenzetti.
La misma fue realizada por el médico tanatólogo Héctor Di Salvo, ante la presencia del director de la Morgue Judicial, Fernando Trezza y decano del Cuerpo Médico Forense Roberto Godoy, y fue registrada en video.

###### Pericia del Cuerpo Médico Forense y la Policía Federal
El 20 de mayo de 2015 una junta integrada por 13 peritos (10 del Cuerpo Médico Forense, 2 de la Policía Federal y 1 perito de la defensa), presentó la pericia médica, luego de dos semanas de estudio y deliberación.
La junta fue coordinada por el decano del Cuerpo Médico Forense de la Corte Suprema, Roberto Godoy.
Los demás peritos actuantes fueron: el doctor Héctor Di Salvo,
que realizó la autopsia; el doctor Fernando Trezza, director de la Morgue Judicial y asistente a la autopsia;
la médica legista de la Policía Federal Gabriela Piroso, que revisó el cadáver de Nisman en el lugar en que fue hallado;
Alfredo Horacio Sapag, jefe de la División Medicina Legal de la Policía Federal y titular de la cátedra de Medicina Legal en la Facultad de Medicina de la UBA;
la anatomopatóloga Adriana Claudia D’Addario, coordinadora del Departamento Química Legal del Cuerpo Médico Forense;
la médica clínica María Alejandra Preibisch, del Cuerpo Médico Forense,
la neuróloga Celminia Guzmán, del Cuerpo Médico Forense;
la toxicóloga Ana María Perkins, del Cuerpo Médico Forense;
el tanatólogo Carlos Navari, del Cuerpo Médico Forense;
el perito en diagnóstico por imágenes Jorge Pereyra, del Cuerpo Médico Forense;
el anatomopatólogo Luis Alfredo García, del Cuerpo Médico Forense;
y el médico legista Mariano Castex, perito de parte de la defensa de Lagomarsino.
También participaron el forense Osvaldo Raffo y el legista Julio Ravioli, peritos asesores de la parte querellante, que se negaron a firmar. El informe, de más de 200 hojas, deja constancia de los debates y conclusiones, así como de las diferencias entre los trece peritos firmantes y los dos peritos de la querella.
El informe del Cuerpo Médico Forense concluyó que:
- El momento de la muerte o intervalo post mortem (IPM), fue "menor a 24 horas" en un sentido "amplio", y en un sentido "acotado" "entre 14 y 24 horas", desde que se realizó la autopsia en las primeras horas del lunes 19 de enero de 2015, es decir se produjo en algún momento entre la mañana del domingo y la mañana del lunes;[106]
- La causa de muerte se debió a un disparo que ingresó por el parietal derecho de su cabeza, dos centímetros arriba de la oreja; la bala quedó alojada dentro de la cabeza.[107]
- "El signo espasmo cadavérico" (el dedo índice de Nisman en su mano derecha, visiblemente contraído en posición de resorte) "asentado en el informe de autopsia estaba efectivamente presente, desde el comienzo del registro fílmico del cuerpo en el lugar del hecho y permaneció durante el examen cadavérico";[106]
- "Ninguna de las observaciones contenidas en los aspectos médico-legales del informe técnico elaborado por la querella, en forma individual o en conjunto, indican con certeza pericial médico legal que se haya tratado de un hecho homicida".[106]
- Que en su muerte no habían participado terceras personas.[108]

Las primeras pericias realizadas dieron como resultado que no fueron encontrados restos de pólvora en su mano.
En una segunda pericia mucho más exhaustiva, hecha con un estudio microscópico de barrido electrónico, tampoco se encontraron restos de pólvora en sus manos.
Uno de los peritos de parte de Arroyo Salgado que afirmaron que Nisman había sido asesinado,
Osvaldo Hugo Raffo, fue encontrado muerto por un balazo en la cabeza en la bañera de su casa en marzo de 2019.

##### Pericia hematológica de la Policía Federal
En junio de 2015 cuatro peritos de la Policía Federal, con presencia de los peritos de las partes, presentaron el informe pericial hematológico, sobre las muestras de sangre existentes en la escena. La junta estuvo integrada por Alfredo Horacio Sapag (médico legista), Juan Ronelli (perito químico), Nicolás Vega Laiun (criminalista) y Edgardo Ríos (balística) y dos de las partes, Daniel Salcedo por la querella y Luis Olavarría por la defensa.
El informe concluyó que "no se encontraron rastros de la presencia de terceros ni de arrastre". La querella presentó un informe separado, en sobre cerrado, que incluyó un recreación computarizada del hecho y cuestionamientos a los peritos policiales.

### Pase a la justicia federal
En marzo de 2016, inmediatamente después de tomar declaración al exespía Jaime Stiuso, la jueza Palmaghini se declaró incompetente y pasó la causa al fuero federal como había pedido la madre de las hijas de Nisman, Sandra Arroyo Salgado.
Como la justicia federal no aceptó la resolución, intervino la Corte Suprema y el 20 de septiembre dispuso que la causa se investigara en el fuero federal y que la investigación quedara a cargo del Juzgado Federal N.º 10 a cargo del juez Julián Ercolini, quedando como fiscal Eduardo Taiano.
Por su parte Fein, que ya había hecho antes los trámites, renunció el 18 de abril para jubilarse, cumpliendo su anuncio de que lo haría cuando terminara su actuación en la causa Nisman.

#### Procesamiento de Lagomarsino
El 26 de diciembre de 2017 el nuevo juez de la causa procesó (semiplena prueba de culpabilidad) a Diego Lagomarsino, imputándolo como "partícipe necesario" del delito de encubrimiento del crimen sufrido por Nisman, permitiéndole quedar en libertad controlado mediante una tobillera electrónica.

### Pericias de Gendarmería Nacional
En abril de 2017, el fiscal Taiano dispuso realizar nuevamente las pericias médica y técnica (sobre los dispositivos electrónicos), encomendándole la tarea a la Gendarmería Nacional.
A partir del 18 de agosto de 2017 algunos importantes medios de comunicación informaron que Gendarmería Nacional había finalizado la pericia médica y que la misma demostraba que Nisman había sido drogado y asesinado.
La publicación mediática produjo un escándalo debido al hecho de que algunos medios de comunicación hubieran tenido acceso a los resultados de la pericia antes que el juez y las partes, obligando a la Gendarmería Nacional a emitir un comunicado al mes siguiente, aclarando sobre la información periodística que aún no se había realizado ningún informe final conclusivo.
Pocos días después, el 23 de septiembre de 2017, la Gendarmería presentó al fiscal el informe pericial, confirmando la información periodística que sobre la cual la semana anterior habían comunicado que no había un informe final, en el sentido de que los peritos de Gendarmería sostuvieron que Nisman había sido drogado, golpeado y asesinado.
Las conclusiones principales de la pericia de Gendarmería son que:
- Nisman fue drogado con ketamina;[121]
- Recibió golpes cuando estaba vivo;[121]
- Sufrió la fractura de su nariz;[121]
- Fue ejecutado por al menos dos personas presentes en el baño;[121]
- La muerte se produjo aproximadamente a las 2:46 del domingo 18 de enero (seis horas después de que se retirara Lagomarsino),[123]

pero aclarando que la hora establecida para la muerte tiene a su vez un margen de error de entre 24 a 36 horas antes de la autopsia (realizada entre las 9 y las 12 de la mañana del lunes 19),
extendiendo así la hora más temprana posible de la muerte a las 21 horas del sábado 17, media hora después de que las cámaras del edificio registraran la salida de Lagomarsino.
Una vez presentada la pericia una nota de Página 12 la cuestionó argumentando falta de conocimientos de dicho cuerpo de seguridad en materia de estudios forenses así como una eventual manipulación política de un organismo dependiente del Poder Ejecutivo.
La pericia de Gendarmería había llegado a conclusiones radicalmente diferentes a las establecidas por las pericias realizadas anteriormente por el Cuerpo Médico Forense de la Corte Suprema y la Policía Federal. Mientras aquellas concluían que no hubo presencia de terceras personas, ni agresiones, esta última afirmaba que se había tratado de un homicidio ejecutado materialmente en el baño del departamento, por dos personas o más que lo sometieron por medio de la violencia física y una droga.
Procesalmente, cuando hay contradicciones entre los peritos actuantes en un proceso penal, el fiscal o el juez deben proceder a solicitar explicaciones a los peritos en cuestión, un careo entre peritos, o también designar otros peritos, con el fin de establecer a quienes les asiste la razón.

#### Procesamiento de los custodios
El 1 de junio de 2018, la Sala II de la Cámara Federal de la Ciudad de Buenos Aires ―con las firmas de los jueces Martín Irurzún y Leopoldo Bruglia― avaló el procesamiento de los agentes de seguridad a cargo de la seguridad del fiscal Nisman el día de su fallecimiento dispuesto por el juez Ercolini.
Como parte de los considerandos, el fallo afirmó que, de acuerdo a las pericias realizadas sobre la escena, Alberto Nisman habría sido asesinado como directa consecuencia de la denuncia que formulara el 14 de enero de 2015 como titular de la Unidad Fiscal de Investigación del atentado terrorista perpetrado contra la sede de la AMIA, acusando de encubrimiento a Cristina Kirchner y a exfuncionarios del gobierno de esta.
La justicia de investigación en segunda instancia, la Cámara Federal, ratificó que fue prima facie asesinado por su denuncia contra la exmandataria.
Esa ratificación fue la última argumentación de todo el análisis realizado, por lo que, en la actualidad, no se pudo adjuntar otra prueba diferente para avanzar con la causa.

## Homenajes póstumos

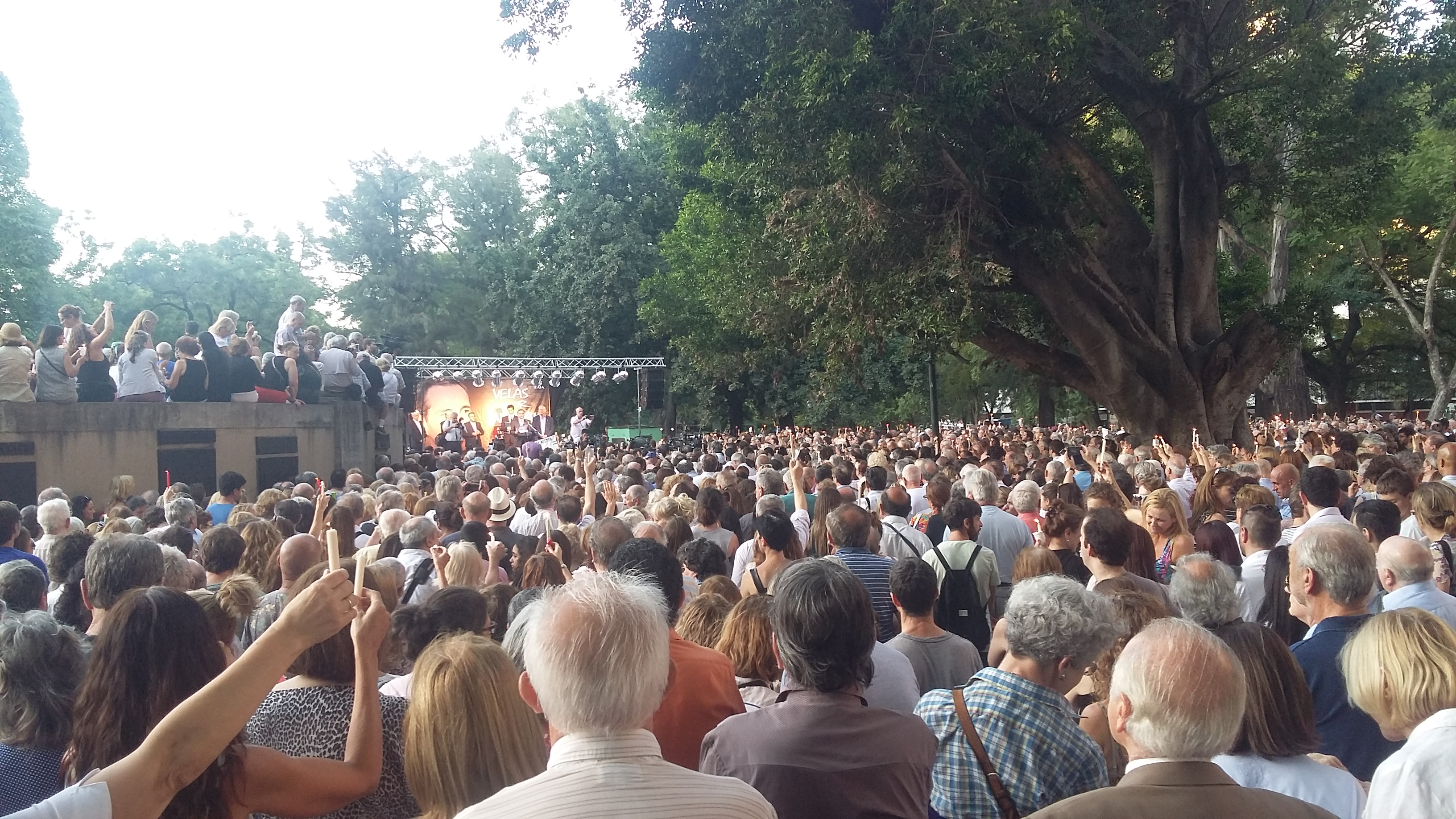
Conmemoración del primer aniversario de la muerte de Nisman, el 18 de enero de 2016

El 18 de febrero de 2015 se realizó una concurrida marcha del silencio en recuerdo y como homenaje a Nisman, que tuvo amplia participación a pesar de las lluvias.
El anuncio del "18F" fue encabezado por los fiscales federales
José María Campagnoli,
Diana Goral,
Guillermo Marijuán,
Germán Moldes,
Raúl Pleé,
Carlos Rívolo,
Ricardo Sáenz y
Carlos Stornelli.
Contó con la presencia de los familiares de Nisman, incluyendo a sus hijas, su exesposa y madre de sus hijas, la jueza Sandra Arroyo Salgado,
y en un grupo aparte, las principales figuras de la oposición como
Mauricio Macri,
Sergio Massa,
Pino Solanas,
Laura Alonso,
Julio Cobos,
Hermes Binner,
Margarita Stolbizer,
Adolfo Rodríguez Saá,
María Eugenia Vidal,
José Manuel Cano y
Martín Lousteau, entre otros.
En Buenos Aires se vio repleta la Plaza de Mayo y también hubo multitudinarias manifestaciones similares en otras ciudades en Argentina, como Mar del Plata, Córdoba y Rosario.
La Policía Metropolitana afirmó que a la marcha habían asistido un estimado de 400 000 personas en la ciudad de Buenos Aires. El Centro Unificado de Monitoreo, integrado por miembros de la Policía Federal, la Metropolitana, Gendarmería y Prefectura, afirmó que a la marcha habían asistido un estimado de 50 000.
El entonces jefe de gabinete Jorge Capitanich dijo que «el pueblo argentino tiene todo el derecho de manifestarse por la causa que quiera», pero remarcó que la movilización fue «una marcha opositora».
La presidenta Cristina Fernández dijo unos días después que la marcha del 18 de febrero constituía «el bautismo de fuego del partido judicial»,
y «nosotros nos quedamos con el canto, con la alegría; a ellos les dejamos el silencio».
En la apertura de los 13.º Juegos Macabeos Panamericanos en el estadio de la Universidad Católica de Chile también se le rindió un homenaje por su trabajo y por su valentía.
Al cumplirse el primer aniversario de su muerte, la DAIA organizó una conmemoración a la que asistieron miles de personas pidiendo el esclarecimiento de su muerte, entre ellos los embajadores de Alemania, Francia y República Checa, Horacio Rodríguez Larreta (jefe de Gobierno de Buenos Aires), Gabriela Michetti (vicepresidenta de la Nación), Patricia Bullrich (ministra de Seguridad), Joaquín Morales Solá (periodista), Ricardo Sáenz (fiscal), Ariel Cohen Sabban (presidente de la DAIA), Federico Pinedo (presidente provisional del Senado), Julio Cobos (exvicepresidente) y Claudio Avruj (secretario de Derechos Humanos), Laura Alonso (titular de la Oficina Anticorrupción), Miguel Ángel Toma (exdiputado menemista), y Sergio Bergman (ministro de Medio Ambiente).

Nuestro compromiso es el mismo de siempre: no bajaremos los brazos hasta lograr que los responsables intelectuales y materiales del atentado cumplan una condena real y efectiva. Y seguiremos pidiendo con todas nuestras fuerzas saber cuáles fueron las reales circunstancias en las que murió el fiscal Nisman.

## Investigación sobre la persona del fiscal
A raíz de datos surgidos en la investigación judicial de la muerte de Nisman, el fiscal federal Juan Zoni solicitó al juez del mismo fuero Rodolfo Canicoba Corral que citara a declaración indagatoria a algunas personas parientes o allegadas de Nisman. El pedido comprendía a la madre, Sara Garfunkel, a su hermana Sandra, al exempleado informático de la UFI AMIA Diego Lagomarsino, y al empresario Alejandro Picón.
El fiscal afirmó que los cuatro imputados habrían sido testaferros de Nisman y que el patrimonio real de este no estaba justificado con los ingresos que recibía por su cargo. Según el fiscal Zoni, entre esos bienes que estaban a nombre de terceros se encuentran:
- el automóvil Audi Q3 que usaba Nisman, que figuraba a nombre de Palermopack, la empresa de la que es titular Alejandro Picón;[148]
- la cuenta no declarada en el banco Merryl Lynch (de Nueva York), con un movimiento de más de 670.000 dólares estadounidenses, que figuraba a nombre de Diego Lagomarsino (empleado del fiscal), Sandra Nisman (hermana del fiscal) y Sara Garfunkel (madre del fiscal);
- un fideicomiso en la calle Dorrego al 1700, por dos departamentos con sendas cocheras, que figuran a nombre de Sara Garfunkel; y
- dos lotes de chacras de mar en Punta del Este, que también están a nombre de Sara Garfunkel.[149]

Autoridades estadounidenses afirmaron que Nisman recibió en Estados Unidos diversos depósitos entre los años 2012 y 2014 que suman 666 690 dólares estadounidenses, incluyendo depósitos provenientes de cuentas de las que no pudo establecer el propósito comercial. Las autoridades de los Estados Unidos informaron a la Justicia que la cuenta bancaria de Nisman en el ex Merrill Lynch «evidencia actividad sospechosa».
El juez Canicoba Corral hizo lugar al pedido y fijó fechas para las declaraciones pero, antes de que se llevaran a cabo, la Cámara Federal dispuso ―a pedido de Sara Garfunkel― que Canicoba Corral dejara de atender la causa
por una supuesta parcialidad del juez, que ya había criticado a Nisman previamente y había vuelto a realizar comentarios en los medios dando por sentado el lavado de dinero.
La causa quedó entonces a cargo del juez Claudio Bonadío. Cinco años antes, Nisman había denunciado al juez Bonadío por supuestamente haber encubierto el atentado contra la AMIA
y por supuestamente haberlo amenazado de muerte.
Diego Lagomarsino ―el hombre que declaró que había dado a Alberto Nisman la pistola de la que salió el tiro mortal― declaró que cada mes, contra su voluntad, tenía que darle a su jefe [Nisman] el 50 por ciento de su salario. Explicó a la Justicia que entregó el dinero a Nisman en su mano, en el departamento de Le Parc de este último, y sin testigos. Lagomarsino también confirmó que era cotitular con Nisman de una cuenta bancaria en el Banco Merrill Lynch de Nueva York, y que hizo transferencias de dinero para pagar los gastos de un campo en Uruguay. Los datos sobre la finca de Nisman fueron proporcionados dos meses después de su muerte, en una carta firmada por Lagomarsino y sus abogados y presentada a la fiscal Viviana Fein.

## Denuncia contra Cristina Fernández de Kirchner
El 7 de septiembre de 2017, en el marco de la causa n.º 777/2015 (Fiscalnet 10789/15), de Alberto Nisman, caratulada «Fernández de Kirchner, Cristina y otros sobre encubrimiento», el fiscal Gerardo Pollicita, titular de la Fiscalía Nacional en lo Criminal y Correccional Federal n.º 11, acusó a la expresidenta y al excanciller de un delito de lesa humanidad, «por haber implementado una maniobra tendiente a dotar de impunidad a los ciudadanos iraníes imputados en el marco de la causa n.º 8.566/1996 por su responsabilidad en la perpetración del atentado contra la sede local de la AMIA».
El fiscal se refirió a un plan criminal destinado a que los acusados pudieran eludir la investigación penal y sustraerse de la acción de la justicia argentina, en desmedro de los intereses de las víctimas y el real esclarecimiento del atentado,
afirmando que fue para estos fines que habría sido diseñado el memorándum.
El juez Claudio Bonadío aceptó la petición del fiscal de llamar a los acusados a indagatoria,
y unificó la causa penal contra la expresidenta por encubrimiento del atentado a la AMIA con la causa por traición a la Patria por el Memorándum de entendimiento Argentina-Irán.
En octubre del 2021, el Tribunal Oral Federal 8 sobreseyó a los acusados por ausencia de delito. En el fallo de los jueces Gabriela López Iñiguez, José Michilini y Daniel Obligado se sostenía que «El Memorándum, más allá de se lo considere un acierto o desacierto político, no constituyó delito.»
En septiembre del 2023, en segunda instancia, la Cámara Federal de Casación revocó el sobreseimiento con el que Cristina Fernández de Kirchner y otros imputados se había beneficiado y ordenó que fuera juzgada por el supuesto encubrimiento por el que la acusaba Alberto Nisman por el memorándum de entendimiento Argentina-Irán.
La DAIA y familiares de víctimas del atentado a la AMIA habían reclamado que se hiciera el juicio oral contra la ex presidenta.
En abril de 2024, 30 años después del atentado, la Justicia argentina dio por probado que el gobierno de Irán fue el autor intelectual del atentado y quien que ordenó que se ejecutara. La Cámara de Casación Penal dio por probado que Irán organizó la masacre y la calificó como un delito de lesa humanidad.
Los jueces de segunda instancia, Carlos Mahiques, Diego Barroetaveña y Ángela Ledesma, fallaron que el atentado respondió a un designio político y estratégico de Irán que fuera ejecutado por la organización terrorista Hezbolá.